# Electric Carriage & Wagon Company

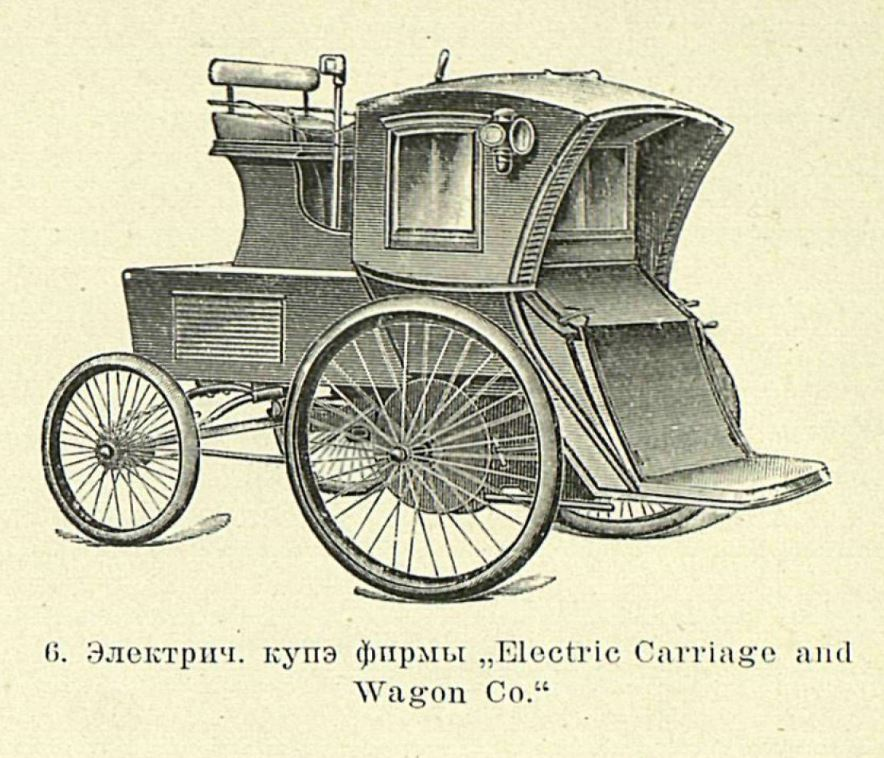
Diese Tafel aus einer russischen Enzyklopädie um 1900 zeigt ein Hansom Cab der Electric Carriage & Wagon Company. Der Fahrer sitzt erhöht auf dem Batteriekasten, der Zugang zum Passagierabteil erfolgt von vorn.

Die Electric Carriage & Wagon Company war einer der ersten Hersteller von elektrisch betriebenen Taxis. Das Unternehmen bestand von 1896 bis 1897 in New York City (New York).

## Beschreibung
Gegründet wurde das Unternehmen im Januar 1896 mit einem Kapital von 10.000 US-Dollar. Treibende Kraft waren Henry G. Morris und Pedro G. Salom, zwei bedeutende Pioniere des Elektroautos in den USA, die mit den Morris & Salom Electrobat Versuchsfahrzeugen wesentlich zur frühen Verbreitung elektrischer Automobile beigetragen hatten.
Geplant war anfangs die Herstellung von offenen und geschlossenen Elektro-Kutschen, Lieferwagen, Bussen und Omnibussen. Salom war davon überzeugt, dass ein ungeschulter Besitzer mit der komplexen Technik nicht zurechtkommen würde, daher hätte mit jedem ausgelieferten Fahrzeug ein geschulter Mechaniker zur Instruktion des Kunden mitreisen müssen. Außerdem wären allfällige Reparaturen großflächig sicherzustellen gewesen. Darauf kamen Morris und Salom von diesem Konzept ab. Stattdessen verlegten sie sich auf die Produktion von Elektro-Taxis, die aber nur in den Städten New York und Philadelphia (Pennsylvania) angeboten wurden. Sie wurden vor allem – aber nicht ausschließlich – an Taxihalter vermietet. In den individuell ausgehandelten Verträgen inbegriffen waren Wartungs- und Ladekosten. Sichergestellt wurde dies durch eigens eingerichtete Stationen, die je 10 bis 15 Fahrzeuge versorgen konnten. Vor allem waren natürlich leere Batterien gegen volle auszutauschen, wodurch angesichts der langen Ladedauer viel Zeit eingespart werden konnte. Die ersten zwölf dieser Taxis verkehrten ab Januar 1897 in New York City. Dies gilt auch als Zeitpunkt der ersten Nutzung motorisierter Fahrzeuge für den kommerziellen Personentransport.
Sehr bald übernahm Isaac Rice die Kontrolle über das Unternehmen, das nun seiner Electric Storage Battery Company (E.S.B.) eingegliedert und vom E.S.B.-Geschäftsführer W.W. Gibbs geführt wurde.
Das E.C.-Taxi war dem Pferdetaxi nachempfunden. Es hatte vorn deutlich größere Drahtspeichenräder als hinten und rundum schmale Luftreifen.
Mitte März 1897 waren die Vorbereitungen für einen Probebetrieb abgeschlossen und ab 27. März 1897 bot das Unternehmen ihren Taxidienst an, vorerst beschränkt auf Manhattan. Der Tarif entsprach jenem der Pferdedroschen: Für 1–2 Personen 1 Dollar für die ersten zwei Meilen und 50 Cent für jede weitere.
1897 übernahm die Electric Vehicle Company das Unternehmen, das nun mit 5 Millionen Dollar kapitalisiert und der E.V.C. als Tochtergesellschaft angegliedert wurde. Darin enthalten waren die Fahrzeugproduktion der E.V.C., die Electric Storage Battery Company mit einem wertvollen Patent auf Batterien, und die Columbia Motor Car Company. Präsident der Gesellschaft wurde George H. Day (1851–1907), Vizepräsident der vormalige Marineoffizier Harold Hayden Eames. Die E.V.C. als Betreiberin der Elektrotaxis kaufte die gesamte entsprechende Produktion der E.C.W.C. auf. Gemäß einer anderen Darstellung war die E.C.W.C. als Holdinggesellschaft organisiert und wurde nach ihrer Übernahme als Electric Vehicle Company neu organisiert. Für diese Sichtweise fanden sich bislang keine weiteren Quellen.

## Einzelne Fahrzeuge
Die Fahrzeuge hatten von 1894 bis 1897 den Markennamen Morris & Salom, analog zu den Einzelstücken der Herren Morris und Salom, und Electrobat als Modellnamen. Außerdem wurde laut einer Quelle zwischen 1896 und 1897 der Markenname Electric Carriage verwendet.
Zu drei Fahrzeugen sind Details bekannt:
- Skeleton Bat war ein leichter Zweisitzer ohne Karosserie mit Frontantrieb und nahezu gleich großen Rädern vorne und hinten.[7]
- Fish Wagon hatte im Heck einen geschlossenen Aufbau für vier Personen und ebenfalls Frontantrieb.[7]
- Crawford Wagon war ein offener Zweisitzer mit Antrieb der Hinterräder.[7]